# Army Life; or, How Soldiers Are Made: Mounted Infantry
Army Life; or, How Soldiers Are Made: Mounted Infantry er en britisk stumfilm fra 1900 af Robert W. Paul.